# یواس‌اس داپین (ای‌دی-۳)
یواس‌اس داپین (ای‌دی-۳) (به انگلیسی: USS Dobbin (AD-3)) یک کشتی بود که طول آن ۴۸۳ فوت ۱۰ اینچ (۱۴۷٫۴۷ متر) بود. این کشتی در سال ۱۹۲۱ ساخته شد.